# Vase d'ablution
Le vase d'ablution est un récipient utilisé par le prêtre pour se laver les doigts après la communion lorsque le diacre ou l’acolyte à déjà purifié les vases sacrés.